# Буторе, Жозеф
Жозе́ф Буторе́ (фр. Joseph Butore; род. 14 апреля 1969, Масанго, коммуна Букинаньяна, провинция Чибитоке, Бурунди) — бурундийский научный, общественный, государственный и политический деятель. Второй вице-президент (2015—2020), депутат парламента Бурунди (2010—2013).

## Биография
Родился в 1969 году в населённом пункте Масанго, провинция Чибитоке. После получения начального образования обучался в средней школе в провинции Мваро. В 1990 году получил диплом общегуманитарного образования. Затем обучался в Московской государственной академии ветеринарной медицины, которую окончил в 1998 году. В 1999—2000 годах — ветеринар провинции Чибитоке, руководитель службы животноводства в провинции Бубанза. В последующие годы обучался в аспирантуре Московской академии ветеринарной медицины, где в 2003 году защитил диссертацию на соискание научной степени доктора наук.
С августа 2004 года — преподаватель на факультет агрономии и биоинженерии в Университете Бурунди. Был деканом Высшего института сельского хозяйства, работал преподавателем в Университете Нгози.
С 1999 года — член партии «Национальный совет защиты демократии — Фронт защиты демократии». В течение нескольких лет входил в состав муниципального совета Букинаньяны, был председателем этого совета.
С августа 2010 по январь 2013 года — депутат парламента от провинции Чибитоке. С 13 января 2013 года — министр высшего образования и научных исследований. С 20 августа 2015 года по 2020 год — второй вице-президент Республики Бурунди.
25 октября 2022 года Указом Президента Российской Федерации «О приёме в гражданство Российской Федерации и выходе из гражданства Российской Федерации» получил российское гражданство.
Имеет научные степени доктора наук и кандидата наук в области ветеринарии, присвоенные Московской государственной академией ветеринарной медицины и Казанской государственной академией ветеринарной медицины.

## Награды
- Орден Дружбы (18 июля 2018 года, Россия) — за заслуги в укреплении дружбы и сотрудничества между народами[4][5]